# Case a giardino
Le Case a giardino (III,IX) erano un complesso residenziale composto da giardini, appartamenti e botteghe,  nella regio III della città romana di Ostia, databile intorno all'anno 128 d.C., ai tempi di Adriano.

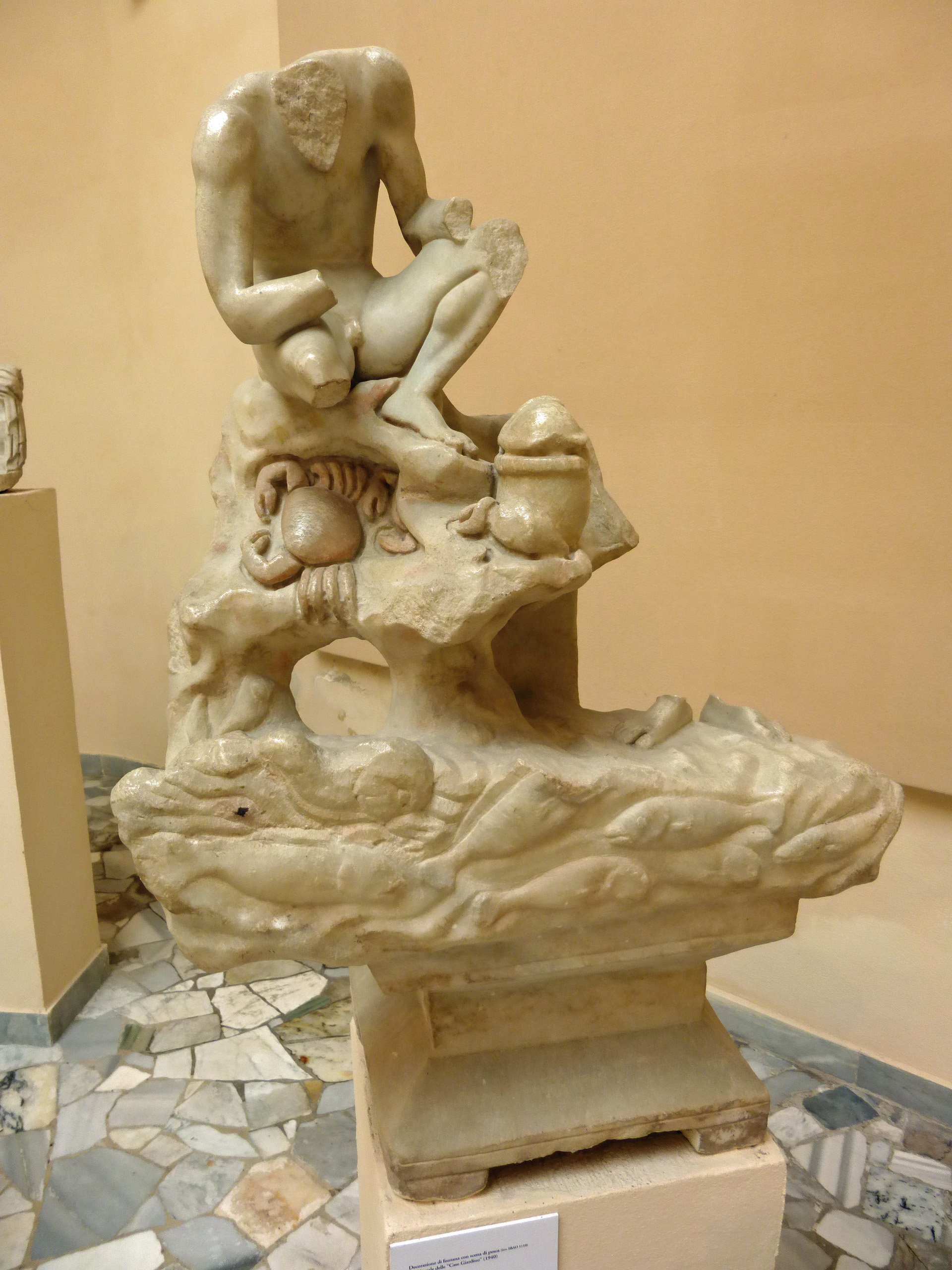
Fontana con pescatore dal cortile delle case giardino, esposta nel Museo archeologico ostiense

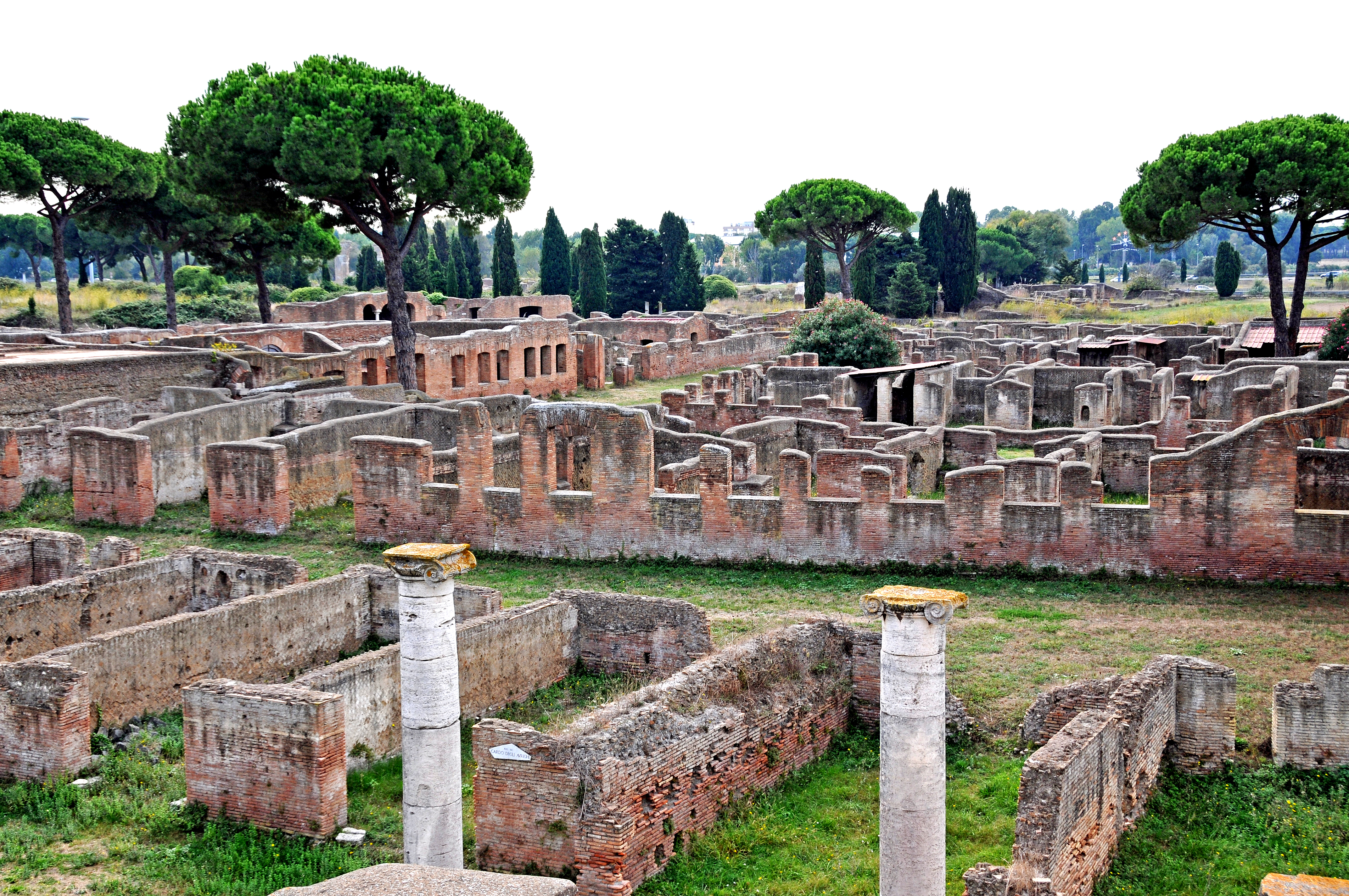
Vista delle Case a giardino dal Caseggiato degli Aurighi (III,X,1)

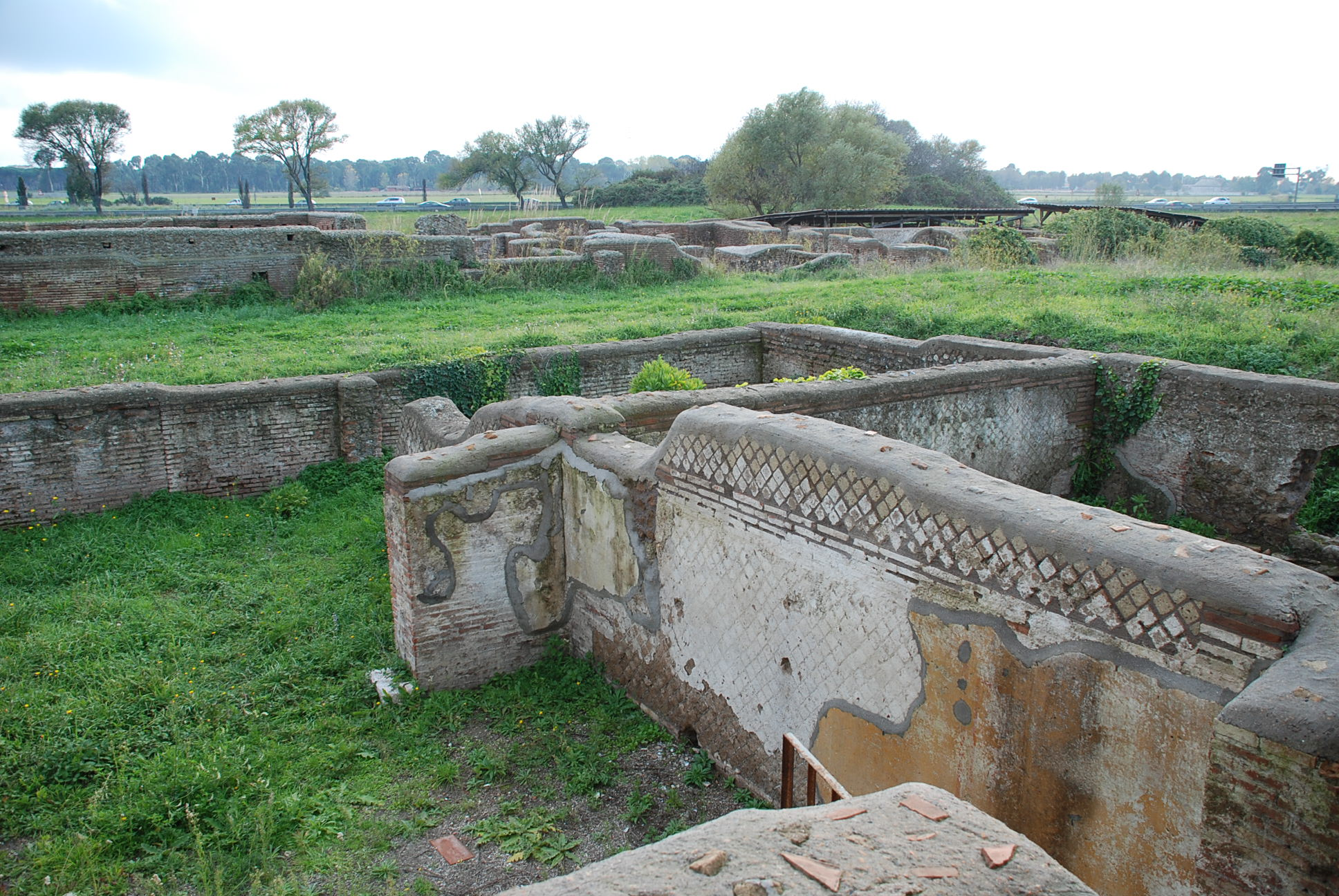
Resti degli interni di una casa

## Descrizione
Il complesso, assimilabile ad un moderno elegante condominio vicino al mare, si trova nella parte più occidentale della città, non distante dall'antica linea di costa. Il complesso, che si calcola potesse ospitare 1.200 persone, era costituito da una serie di blocchi perimetrali intorno ad un ampio spazio rettangolare a giardino, che ospitavano una decina di appartamenti e domus, oltre a numerose taberne. Altre abitazioni ai piani superiori, almeno gtre i piani originari, erano raggiungibili tramite scale che si aprivano direttamente dallo spazio interno.
Il complesso fu indagato negli anni 1938-1942 nell'ambito degli scavi condotti da Guido Calza finalizzati all'Esposizione Universale di Roma, anche se l'area occidentale non è stata ancora completamente scavata. La data di costruzione delle Case a giardino è stata stabilita grazie ai timbri sui mattoni, datati  agli anni 123-125 d.C., mentre i più antichi dipinti murali e i mosaici a motivi geometrici con tessere bianche e nere, sono stati datati agli anni 130-140 d.C. .
L'ingresso principale del complesso si trovava sul lato sud-est lungo via delle Volte Dipinte. Il complesso è composto da 16 appartamenti medianum (quindi con una "stanza in mezzo"), una domus e molti negozi. Gli appartamenti erano protetti dalle strade trafficate da spazi aperti e file di negozi.  Al centro dello spazio interno erano presenti due edifici centrali a quattro piani, con otto appartamenti al piano terra, ognuno costituito da varie stanze e articolato su due piani; sono presenti ambienti di rappresentanza più ampi e illuminati da finestre e piccole camere da letto prive di finestre, che prendevano luce dalla stanza centrale, definita medianum.
Su tutti e quattro i lati del giardino ci sono altri appartamenti. Gli appartamenti hanno una superficie al piano terra di circa 220 metri quadrati, ma probabilmente ad ogni famiglia evnivano assegnati due appartamenti. Gli appartamenti hanno le solite stanze di rappresentanza con un'altezza di due piani, che fiancheggiano il medianum.Sono presenti resti di scale interne, che portavano al primo piano superiore; lo spessore delle mura, circa 60 cm, rendeva possibile l'edificazione di almeno 4 piani.
Nel giardino ci sono sei grandi bacini d'acqua, che in origine dovevano essere coperti; intorno ai bacini c'erano grondaie con depressioni, in cui potevano essere posizionati dei secchi. Nella maggior parte degli edifici del perimetro non c'era tale approvvigionamento idrico, per cui gli abitanti di questi edifici dovevano utilizzare le sei vasche nel giardino.  Nel giardino fu costruita una struttura indipendente, sul cui pavimento è presente un mosaico di forma irregolare del periodo severiano. Il pannello centrale è bianco e nero, il bordo è policromo; vi è raffigurata una scena nilotica, con coccodrilli, pigmei e amorini volanti, questi ultimi a un livello leggermente più alto. 
L'angolo sud-orientale del complesso è occupato dalla domus dei Dioscuri (III,IX,1), una ricca domus romana, così chiamata per un mosaico con al centro i Dioscuri nella grande sala di ricevimento, con il vestibolo su via delle Volte Dipinte, dotata di almeno due piani, che risale all'inizio del V secolo d.C., quando fu costruita sopra pre esistenti appartamenti e taberne, edificati nel II secolo d.C. .
Le case furono in gran parte distrutte da un terremoto, che scatenò anche un incendio. Tracce di incendio sono state trovate nello strato di distruzione e sono ancora visibili nei frammenti riutilizzati dei piani superiori. Le crepe di torsione testimoniano il terremoto; la muratura è stata sollevata dal terremoto e poi è ricaduta, ma a volte la parte superiore di un muro non è atterrata esattamente sulla parte inferiore, così che si è formata una crepa larga pochi centimetri. Le ultime monete trovate nello strato di distruzione appartengono al regno di Aureliano (270-275 d.C.).